# Валерий Грат
Вале́рий Грат (лат. Valerius Gratus; умер после 26 года) — древнеримский политический деятель из знатного плебейского рода Валериев, наместник Иудеи в 15—26 годах.

## Биография
О происхождении Грата ничего неизвестно. В 15 году он стал четвёртым префектом провинции Иудея, сменив Анния Руфа. Правление Грата в основном было примечательно частой сменой еврейских первосвященников, правивших всего по одному году. Сначала в этой должности был утверждён Анна, следом Исмаэль, сын Фабии, после этого Элизар, сын Ариана, потом Симон, сын Камифы и, наконец, Иосиф Каиффа, зять Анны. Грат подавил две огромные банды грабителей, наполнивших всю Иудею во время его правления, убив своей собственной рукой главаря одной из них, бывшего раба Ирода Великого, Симона. Он также помогал тогдашнему проконсулу Квинтилию Вару в подавлении нового восстания евреев. Кроме того, известно, что в провинции Валерий чеканил много разных монет.